# Regno normanno d'Africa
Con Regno normanno d'Africa è possibile indicare i territori occupati, a partire dal 1135, dal re di Sicilia, Ruggero II, nell'area costiera nordafricana della Tunisia e della Tripolitania, e, di fatto, annesso al Regno di Sicilia.

## Storia
Ruggero II divenuto nel 1130 Re di Sicilia rese il suo regno la potenza dominante del Mediterraneo, grazie a una potente flotta, costituita sotto diversi ammiragli. Occupò l'isola di Djerba (Gerba) e realizzò allora una serie di conquiste sulla costa africana (1135 - 1153), che andavano da Tripoli (Libia) a Capo Bon (Tunisia) e finanche a Bona (Algeria).
In quei due decenni, Ruggero II creò una sorta di "protettorato" siciliano, sostenuto in parte dalla residua piccola comunità cristiano-bizantina ancora presente nel Nordafrica.
Fu però nel 1146, che il re siciliano approfittò delle dissensioni interne all'interno della Tripolitania per prendere con l'ammiraglio Giorgio d'Antiochia la città di Tripoli e la regione costiera della Sirte e nel 1148 al-Mahdiyya. 
"Da allora in poi l'autorità del re di Sicilia si stabilì su basi permanenti. Tale autorità non mirava al dominio politico, a lui interessavano solo i vantaggi economici e strategici: ambedue erano immensi".
I territori siciliani d'Africa si estesero da Tunisi a Tripoli sulla costa Mediterranea ed all'interno arrivò ai confini del Sahara fino a Gafsa. Negli ultimi anni anche Bona in Algeria fu annessa. Questi territori furono retti dai vari governatori delle città, nominati da Ruggero II.
Ruggero II occupò la cosiddetta Ifriqiya con l'intenzione di unirla al suo Regno di Sicilia, ma la morte nel 1154 glielo impedì. Comunque, i Siciliani persero nel 1156 Sfax ma riuscirono a mantenere le conquiste africane anche con Guglielmo I di Sicilia fino a circa il 1160 quando persero al-Mahdiyya.
Come conseguenza del tentativo cristiano di creare un dominio nel Nordafrica, i musulmani sterminarono le rimanenti comunità cristiane, concentrate principalmente nella Tunisia meridionale. Queste residue popolazioni cristiane erano molto probabilmente di lingua romanza, almeno fino al X-XI secolo. La testimonianza più importante di questo è quella del geografo nordafricano Idrisi (XII secolo), il quale scrive che gli abitanti di Gafsa (nel sud della Tunisia) si servivano di una lingua particolare, da lui detta al-latini al-ifriqi "il (neo) latino d'Africa" (a quel tempo il termine arabo latini si riferiva sia al latino sia, spesso, alle lingue romanze).